# James Broad
Willie James Broad (* 27. Januar 1958 in Greensboro, North Carolina, USA; † 20. November 2001) war ein US-amerikanischer Schwergewichtsboxer.

## Amateurlaufbahn
Broad gewann die Vorausscheidungen zu den Olympischen Spielen 1980 durch einen Finalsieg über Marvis Frazier, den Sohn von Joe Frazier. Durch den Boykott der USA, konnte er jedoch nicht an den Spielen teilnehmen.
Er schlug unter anderem Chris McDonald und verlor gegen den späteren WBA-Weltmeister Tony Tubbs.

## Profikarriere
Nach zwölf Kämpfen, die Broad alle gewinnen konnte, darunter ein Punktsieg über seinen bis dahin ungeschlagenen Landsmann Donnie Long, traf er auf Marvis Frazier, den er bei den Amateuren schon mal bezwungen hatte. Frazier war zu diesem Zeitpunkt ungeschlagen, hatte allerdings erst acht Kämpfe bestritten. Frazier gelang die Revanche durch einen Sieg nach Punkten. 1984 boxte Broad gegen den ungeschlagenen Eddie Greg (Bilanz 20-0-1) um den vakanten Nordamerikanischen Meistertitel und gewann durch T.K.o in der achten Runde. Diesen Titel verlor er bereits im darauffolgenden Jahr an den früheren WBA- und späteren WBC-Weltmeister Tim Witherspoon durch K. o. in der zweiten Runde. Anschließend verlor er unter anderem gegen Tony Tucker, Francesco Damiani, Greg Page, Johnny Du Plooy und Donovan Ruddock. Auch seinen letzten Kampf, der im Jahre 1993 in Melrose Park, Illinois, USA stattfand, verlor er.

## Tod
James Broad starb am 20. November 2001 im Alter von 43 Jahren in seiner Heimatstadt Greensboro, North Carolina.